# Ivan Konstantinovitj Ajvasovskij
Ivan Konstantinovitj Ajvasovskij (russ.: Иван Константинович Айвазовский, arm.: Հովհաննես Այվազովսկի (Hovhannes Aivazovsky)) født 29. juli 1817 (17. juli, gs) i Feodosija på Krim i Det Russiske Kejserrige; død 2. maj 1900 (19. april, gs) i Feodosija) var en russisk maler af armensk herkomst, mest berømt for sine billeder af havet.
Ajvasovskij studerende i Simferopol, i Moskva og på Det kejserlige kunstakademi i Sankt Petersburg. Indtryk af europæisk kunst fik han ved rejser og ophold i Europa i begyndelsen af 1840'erne. Fra 1845 slog han sig ned i fødebyen Feodosija på Krim. hvor han påbegyndte bygningen af et hus med et stort atelier, hvor han ville etablere en kunstskole.
| - Fotos og portrætter - Ajvasovskij med sin første kone, Julia, og deres fire døtre - Ajvasovskij i italiensk kostume, 1842 Af Vasily Sternberg (en) - Foto af Ajvasovskij fra 1870 - Collage: Havlandskab med fotoportræt af kunstneren, o. 1900 |

| - Selvportrætter - 1830'erne/1840'erne - 1881 - 1892 - 1898 |

| - Infoboksens tre 'kendte værker' - Den niende bølge, 1850 Det Russiske Museum i Sankt Petersborg. - Nat på øen Rhodos, 1850 - Briggen "Merkurij" angrebet af to tyrkiske skibe, 1892 |

| - Andre værker af Ajvasovskij - Vindmøller ved havet, 1837 - Russiske landgangstropper ved Sotji, 1839 - Havnen ved Odessa, Sortehavet, 1852 - Fiskere ved kysten, 1852 - Russisk-tyrkisk søslag ved Sinope, 1853 - Fra Mleta til Gudauri, 1868 - Forlis under en storm, 1872 - Skibsvrag, 1876 - Afbrændingen af det tyrkiske flagskib af admiral Konstantinos Kanaris (en), 1881 - Bølgen, 1889 - Kaukasusområdet set fra havet, 1894 |